# Veruša (Podgorica)
Pour les articles homonymes, voir Veruša.
Veruša (en serbe cyrillique: Веруша) est un village de l'est du Monténégro, dans la municipalité de Podgorica.

## Démographie

### Évolution historique de la population[1]
| 1948 | 1953 | 1961 | 1971 | 1981 | 1991 | 2003 |
| ---- | ---- | ---- | ---- | ---- | ---- | ---- |
| 279  | 294  | 277  | 219  | 123  | 69   | 87   |